# الکساندر سیموننکو
الکساندر سیموننکو (اوکراینی: Симоненко Олександр Сергійович؛ زادهٔ ۱۴ فوریهٔ ۱۹۷۴) دوچرخه‌سوار اهل اوکراین است. او از برندگان مدال‌های بازی‌های المپیک تابستانی ۲۰۰۰ و دوچرخه‌سواران بازی‌های المپیک تابستانی ۱۹۹۶ بوده‌است.
وی در مسابقات کشوری و بین‌المللی در مجموع برندهٔ ۳ مدال طلا، ۳ مدال نقره شده‌است.